# Ibohamane
Ibohamane (auch: Ibohaman) ist eine Landgemeinde im Departement Keita in Niger.

## Geographie
Ibohamane liegt in der Sahelzone. Die Nachbargemeinden sind Akoubounou im Norden, Azèye im Osten, Tabotaki im Südosten, Garhanga im Südwesten und Keita im Westen. Das Gemeindegebiet ist in 67 Dörfer, 33 Weiler, ein Lager und eine Wasserstelle gegliedert. Der Hauptort der Landgemeinde ist das Dorf Ibohamane. Es liegt auf einer Höhe von 411 m. Ein weiteres größeres Dorf im Gemeindegebiet ist Tabofat.
Weite Teile der Landgemeinde einschließlich des Hauptorts liegen in der Gebirgslandschaft Ader Doutchi. Die Haupttäler in der Gemeinde sind das Tinkirana-Tal, in dem der Hauptort Ibohamane liegt, sowie das Gadamata-Tal, das Janguébé-Tal, das Keita-Tal, das Loudou-Tal, das Seyté-Tal und das Tabofat-Tal. In den fruchtbaren Hochebenen von Ibohamane, die als Weideflächen genutzt werden, dominieren Boscia senegalensis, Guiera senegalensis und Acacia laeta die Vegetation. Die Täler, in denen der Ackerbau vorherrscht, sind von Bauhinia rufescens, Piliostigma reticulatum und Wüstendatteln geprägt. Im Osten der Landgemeinde erstrecken sich sandige Ebenen.

## Geschichte
Der Überlieferung nach leitet sich der Ortsname Ibohamane von einem „Aboham“ genannten Sorghum-Cultivar her, das schon vor langer Zeit im Tal angebaut wurde. Die Landgemeinde Ibohamane ging als Verwaltungseinheit 2002 bei einer landesweiten Verwaltungsreform aus einem Teil des Kantons Keita hervor.

## Bevölkerung

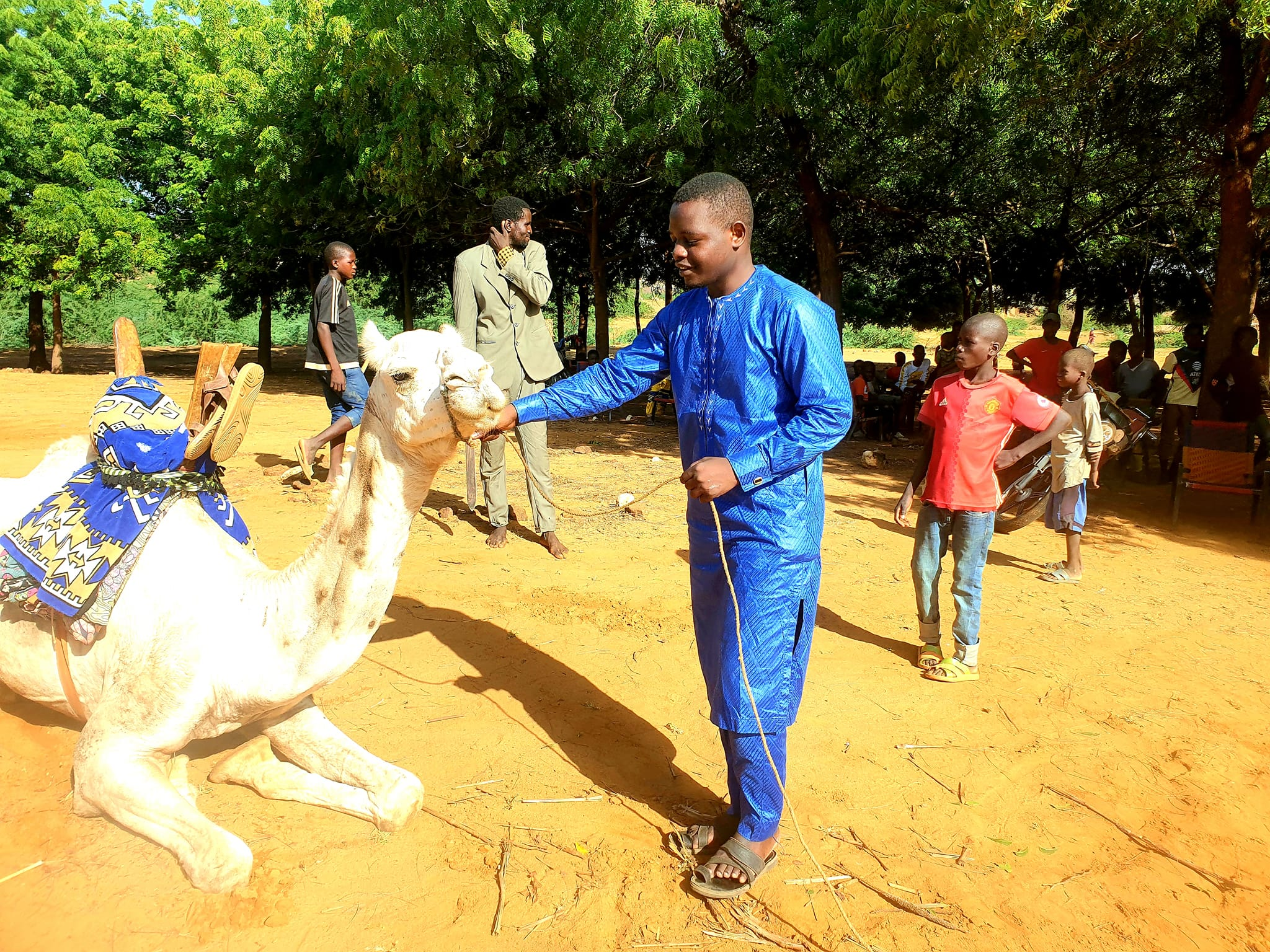
Auf einem Tuareg-Fest in der Gemeinde Ibohamane (2023)

Bei der Volkszählung 2012 hatte die Landgemeinde 88.724 Einwohner, die in 13.632 Haushalten lebten. Bei der Volkszählung 2001 betrug die Einwohnerzahl 61.018 in 9518 Haushalten.
Im Hauptort lebten bei der Volkszählung 2012 7064 Einwohner in 1202 Haushalten, bei der Volkszählung 2001 5798 in 907 Haushalten und bei der Volkszählung 1988 4481 in 768 Haushalten.
Die Bevölkerungsmehrheit stellen Tuareg, außerdem leben Hausa und Fulbe in der Landgemeinde.

## Politik
Der Gemeinderat (conseil municipal) hat 22 gewählte Mitglieder. Mit den Kommunalwahlen 2020 sind die Sitze im Gemeinderat wie folgt verteilt: 15 PNDS-Tarayya und 7 MPR-Jamhuriya.
Jeweils ein traditioneller Ortsvorsteher (chef traditionnel) steht an der Spitze von 55 Dörfern in der Gemeinde, darunter dem Hauptort.

## Wirtschaft und Infrastruktur

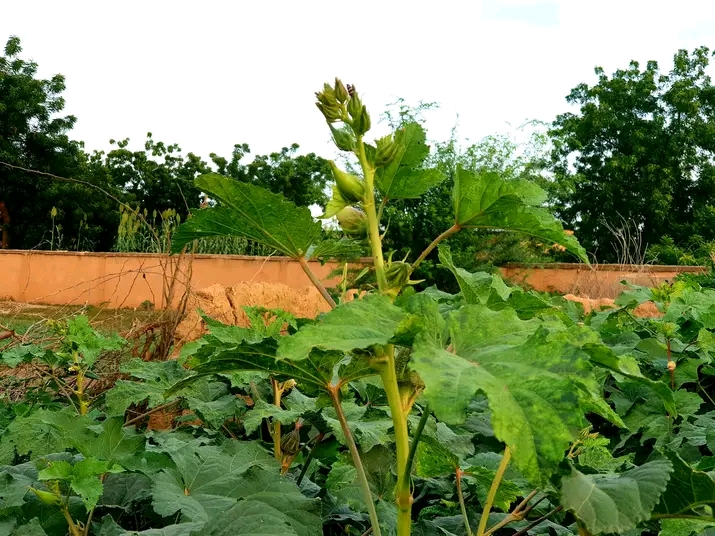
Ein Okra-Feld in Ibohamane (2022)

Ibohamane liegt am Übergang der Zone des Agropastoralismus des Nordens zur Zone des Regenfeldbaus des Südens. Neben dem Ackerbau sind die Viehzucht, der Handel und das Handwerk die wichtigsten wirtschaftlichen Aktivitäten in der Landgemeinde.  Im Hauptort wird ein Viehmarkt abgehalten. Der Markttag ist Donnerstag. Die Ibohamane-Talsperre wurde 1970 und die benachbarte Tegueleguel-Talsperre 2010 in Betrieb genommen. Die Niederschlagsmessstation im Hauptort wurde 1966 in Betrieb genommen.
Gesundheitszentren des Typs Centre de Santé Intégré (CSI) sind im Hauptort sowie in den Siedlungen Gadamata, Labanda, Loudou Ibagatan und Wadey vorhanden. Ferner gibt es mehrere kleinere Gesundheitshäuser des Typs Cases de Santé, die unzureichend funktionieren. Die Gesundheitseinrichtungen sind ungleich über das Gemeindegebiet verteilt. Der CEG Ibohamane und der CEG Gadamata sind allgemein bildende Schulen der Sekundarstufe des Typs Collège d’Enseignement Général (CEG). Beim Centre de Formation aux Métiers d’Ibohamane (CFM Ibohamane) handelt es sich um ein Berufsausbildungszentrum. Im Bildungswesen stehen außerdem 53 Grundschulen und zwei islamische Schulen zur Verfügung.